# Johann Heinrich von Thünen
Johann Heinrich von Thünen (Jever, 24 giugno 1783 – Tellow, 23 settembre 1850) è stato un economista tedesco, pioniere della teoria della localizzazione dei fatti economici, specialmente di quelli attinenti all'agricoltura, sia un agricoltore pratico.

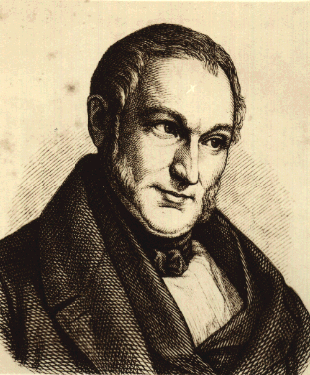
Johann Heinrich von Thünen

Nel 1810, infatti, all'età di 27 anni, comprò una tenuta agricola, Tellow, nelle vicinanze della città di Rostock nel Meclemburgo, sulla costa baltica della Germania. Nei 40 anni successivi, fino alla morte nel 1850, supervisionò la coltivazione della tenuta di Tellow e raccolse una grande quantità di resoconti e descrizioni che gli fornirono la base empirica per le teorie che pubblicò.

## Il modello di Von Thünen: Organizzazione dello spazio agricolo

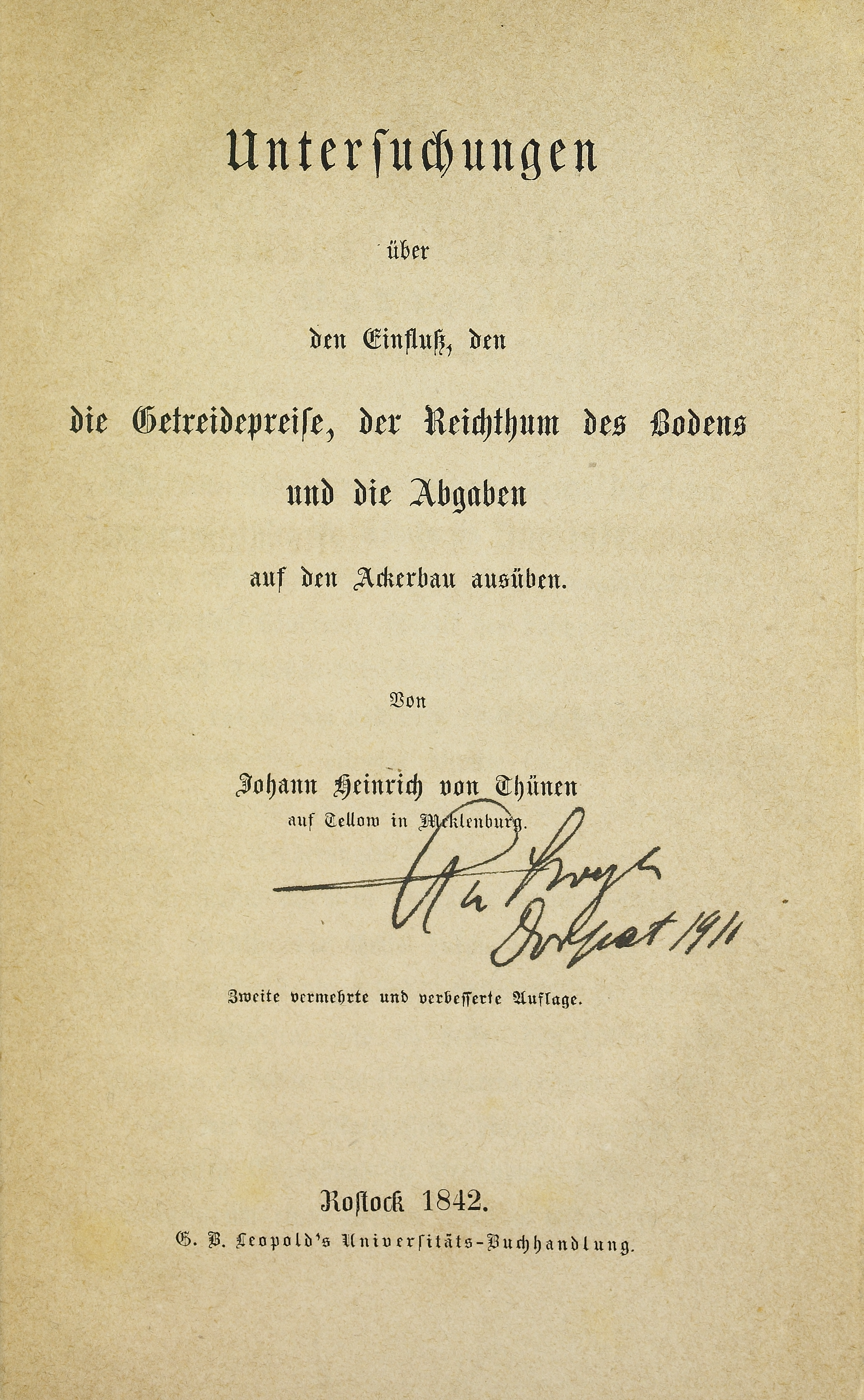
Untersuchungen uber den Einfluss, den die Getrieidepreise, der Reichthum des Zodens und die Abgaben auf den Ackerbau ausuben, 1842

Nella sua opera sulla localizzazione delle zone di utilizzazione agricola delle terre, che sarebbe diventata un classico (Der isolierte Staat in Beziehung auf Landwirtschaft und Nationalökonomie tradotta in inglese con il titolo Isolated State e mai tradotta in italiano) non soltanto pose le fondamenta per un'analisi perfezionata della localizzazione dell'agricoltura, ma stimolò l'interesse per un'area molto più vasta di analisi della localizzazione. 
Nella sua opera, von Thünen immaginò una città isolata, posta nel centro di una pianura orizzontale, uniformemente fertile, priva di corsi d'acqua navigabili e limitata da un'area wilderness ("natura selvaggia e incontaminata"). In questo modello, mostrò come si formavano zone concentriche di produzione agricola attorno alla città centrale. I beni deperibili e pesanti venivano prodotti vicino alla città; quelli durevoli e più leggeri alla periferia. Nello specifico, i contadini avrebbero dovuto scegliere le colture più redditizie e le zone concentriche così formatesi sarebbero state sei:
1) quella più vicina al centro del mercato, dove si dovevano coltivare i prodotti meno adatti al trasporto, perché più delicati; 2) quella dove si concentravano i boschi, necessari a quel tempo per far fronte alla grande domanda di legno e legname;
3) una terza dedicata alle colture intensive;
4) quella a rotazione poliennale; 
5) quella tenuta per un anno incolta (o a maggese);
6) l'ultima dedicata all'allevamento.
Von Thünen considerò la rendita di localizzazione come il fattore essenziale che suddivide l'area del suo Stato isolato in zone distinte di utilizzazione delle terre. La localizzazione è data da:
L=Y(P-C)-YF(D)
dove L è la rendita di localizzazione( in unità monetarie su km²), Y è la resa della coltura (in t/km²), P è il prezzo di mercato del raccolto (in unità monetarie/t), C è il costo di produzione del raccolto (in unità monetarie/t), D è la distanza dal mercato centrale (in km) e F è il costo unitario di trasporto unitario del raccolto (in unità monetarie/(t)(km)).
Il modello di Von Thünen, più conforme ad un'organizzazione economica curtense, si è ben prestato finché il mercato era unico. Nell'era della globalizzazione, nata anche da una rivoluzione dei trasporti e delle tecnologie, l'economia non può più tener conto del costo unitario del trasporto. In un mondo in cui non conta più neanche la localizzazione del territorio il modello di Von Thünen sembrerebbe non essere più utilizzabile. In realtà la logica di tale modello si mantiene ancora oggi per un'inerzia della piccola agricoltura che continua a coltivare ciò che ha sempre coltivato da generazioni.

## Opere
- Johann Heinrich von Thunen, Untersuchungen uber den Einfluss, den die Getrieidepreise, der Reichthum des Zodens und die Abgaben auf den Ackerbau ausuben, Rostock, Leopold, 1842. URL consultato il 13 luglio 2015.
- Johann Heinrich von Thunen, Naturgemaße Arbeitslohn und dessen Verhaltniss zum Zinsfuß und zur Landrente. 1, Rostock, Leopold, 1850. URL consultato il 13 luglio 2015.
- Johann Heinrich von Thunen, Grundsatze zur Bestimmungen der Bodenrente, Rostock, Leopold, 1863. URL consultato il 13 luglio 2015.
- Johann Heinrich von Thunen, Naturgemaße Arbeitslohn und dessen Verhaltniss zum Zinsfuß und zur Landrente. 2, Rostock, Leopold, 1863. URL consultato il 13 luglio 2015.